# IC 4007
IC 4007 ist eine linsenförmige Galaxie im Sternbild Haar der Berenike am Nordsternhimmel.
Das Objekt wurde am 27. Januar 1904 von Max Wolf entdeckt.